# Jens Otto Krag
Jens Otto Krag (n. 15 septembrie 1914, Randers, Regiunea Midtjylland, Danemarca – d. 22 iunie 1978, Skiveren⁠(d), Regiunea Nordjylland, Danemarca) a fost un politician danez, care a ocupat funcția de prim-ministru al Danemarcei din 1962 până în 1968 și din nou din 1971 până în 1972, și ca lider al Social Democraților din 1962 până în 1972. A fost președinte al Consiliului Nordic în 1971.

## Biografie
Krag s-a născut pe 15 septembrie 1914 în Randers, Iutlanda, într-o familie săracă de vânzător de tutun. Krag a urmat gimnaziul local și, în adolescență, s-a alăturat Tineretului Social Democrat din Danemarca, aripa de tineret a Partidului Social Democrat. În 1933, Krag a început să studieze economie la Universitatea din Copenhaga. În această perioadă, a devenit un jurnalist și profesor activ în mișcarea muncitorească și a făcut cunoștință cu conducerea Social Democraților și a sindicatelor.
În urma invaziei naziste a Danemarcei, Krag și-a obținut diploma în 1940. În timpul ocupației naziste, Krag a lucrat ca funcționar public într-o agenție guvernamentală daneză și a devenit un consilier economic de frunte al mișcării muncitorești, precum și protejatul proeminentului social-democrat și viitor prim-ministru Hans Hedtoft.

## Cariera politică
HÎn 1944, Krag și-a început cariera politică ca secretar al unui comitet de program înființat de Partidul Social Democrat, în timp ce acesta se pregătea pentru politică în perioada postbelică. Sub conducerea sa, comitetul a elaborat noul program de partid „Danemarca Viitorului” (Fremtidens Danmark), care prezenta propuneri de naționalizare și noțiuni de economie keynesiană și democrație economică. În ciuda performanței slabe a partidului la primele alegeri postbelice din 1945, Krag și noul program de partid al Social Democraților au câștigat notorietate în politica daneză sub cabinetul lui Vilhelm Buhl.

### Membru al Folketingului (Parlamentului Danez)
Krag a fost ales în Parlament (Folketing) în 1947 și a fost numit Ministru al Comerțului. A susținut consolidarea armatei daneze și aderarea Danemarcei la NATO în 1949.
În 1950, Krag a demisionat parțial din Parlament din cauza unui conflict cu Vilhelm Buhl și H. C. Hansen și, pentru a deveni mai fluent în limba engleză și a vedea mai mult din lume, a solicitat o funcție la ambasada daneză din Statele Unite. A primit postul și a stat în America până în 1953, când a fost reales în Parlament și a devenit ministru fără portofoliu. A fost ministru al noului departament pentru afaceri economice externe din 1953 până în 1958 și ministru de Externe din 1958 până în 1962.

### Prim-ministru
În septembrie 1962, i-a succedat lui Viggo Kampmann ca prim-ministru și lider al Partidului Social Democrat Danez. A fost prim-ministru până în februarie 1968, când social-democrații au pierdut puterea. A devenit din nou prim-ministru în 1971, când partidul său a revenit la putere. La mai puțin de un an de la începutul primului său mandat de prim-ministru, opoziția a organizat un referendum care a respins un set de legi funciare deja adoptate de guvernul lui Krag.
În timpul celui de-al doilea mandat de prim-ministru, Krag a militat în special pentru cooperarea și unitatea europeană. A susținut un referendum pentru aderarea Danemarcei la Comunitatea Economică Europeană. În 1972, referendumul a fost aprobat, dar națiunea era divizată în privința acestei probleme, iar Krag a demisionat, susținând că s-a săturat de politică. Ultima sa funcție publică a fost cea de reprezentant al Pieței Comune Europene în Statele Unite, din 1974 până în 1975.
În domeniul politicii sociale, în timpul mandatului lui Krag ca prim-ministru au fost implementate o serie de reforme progresive. Prin Legea privind noua îngrijire a copiilor și a tinerilor din mai 1964, comitetele locale de protecție a copilului și a tinerilor au fost autorizate să acorde prestații în numerar anumitor familii cu copii, pentru a evita plasarea copiilor în grija oficiilor municipale de asistență socială. Au fost introduse, de asemenea, noi criterii pentru instituțiile de îngrijire de zi, care accentuau aspectele sociale, educaționale și terapeutice, iar municipalitățile au fost obligate să ofere facilități pentru îngrijirea de zi și alte servicii conexe. Prin Legea privind serviciul de ocupare a forței de muncă și asigurarea de șomaj din februarie 1967, indemnizațiile de șomaj au fost majorate și indexate la indicele oficial al salariilor, iar perioadele de așteptare au fost eliminate. În plus, o lege privind asigurarea împotriva accidentelor din decembrie 1964 a indexat prestațiile. Legea privind învățământul de bază din aprilie 1972 a extins învățământul de bază obligatoriu de la 7 la 9 ani, în timp ce o lege adoptată în iunie 1972 a introdus un nou sistem de prestații zilnice în numerar în caz de boală și maternitate. În 1964, a fost stabilit un sistem de pensii suplimentare, alături de alocații universale pentru copii în 1967.

## Viața personală
Krag a avut o viață personală dificilă. S-a căsătorit de două ori, ambele căsătorii terminându-se cu divorț, în mare parte din cauza infidelității sale.
În 1950, s-a căsătorit cu prima sa soție, actrița suedeză Birgit Tengroth. Au divorțat oficial în 1952, după doi ani de căsnicie; cuplul nu a avut copii. Șapte ani mai târziu, s-a căsătorit cu a doua sa soție, actrița daneză Helle Virkner (1925–2009), din 1959 până la divorțul lor în 1973. Cuplul a avut doi copii, Jens Christian (fiu) (născut în 1960) și Astrid Helene "Søsser" (fiică) (1962–2014), precum și un alt copil în afara căsătoriei (Peter Hansted). În timpul carierei sale politice, Krag s-a luptat cu alcoolismul, o dependență care a devenit mai pronunțată după pensionare.
Krag a fost ateu.
Krag a murit de insuficiență cardiacă congestivă la domiciliul său din Skiveren, Ålbæk, Danemarca, la vârsta de 63 de ani.
În Danemarca, Krag este recunoscut pe scară largă ca unul dintre cei mai mari politicieni danezi din toate timpurile. A fost în prima linie a politicii timp de 25 de ani, ocupând funcții ministeriale înalte pentru cea mai mare parte a acestei perioade. A reușit să ridice profilul Danemarcei pe scena mondială, stabilind relații puternice cu alți lideri europeni, precum și cu președinții americani Kennedy și Johnson. Lista sa de realizări politice este, de asemenea, una dintre cele mai impresionante, supraveghind una dintre cele mai lungi perioade de expansiune economică din istoria daneză. Cu toate acestea, cea mai mare realizare a sa, și cea de care el însuși era cel mai mândru, a fost introducerea Danemarcei în Comunitatea Economică Europeană în 1973. Odată cu îndeplinirea acestei sarcini, a simțit că se poate retrage la apogeu.
Krag a fost în același timp unul dintre cei mai carismatici și mai retrași politicieni danezi. Nu i-a plăcut niciodată atenția la care a trebuit să se supună, iar mulți oameni l-au considerat destul de arogant. Potrivit celui mai amănunțit (și destul de simpatic) biograf al său (Bo Lidegaard, Krag I-II, 2001/2002), el nu s-a acomodat niciodată cu adevărat în rolul de politician, considerându-se mereu pe drum „spre altundeva”. Întotdeauna a visat să ocupe funcția de guvernator al Băncii Naționale a Danemarcei. Numai când a renunțat definitiv la politică în 1972 și-a dat seama că nu va putea atinge acest obiectiv.
În serialul danez de televiziune Krøniken (2004–2006), a fost interpretat de actorul Lars Mikkelsen.